# 黄跗斑眼蚜蝇
黄跗斑眼蚜蝇（学名：Eristalinus quinquestriatus）是食蚜蝇科斑眼蚜蝇属的一种昆虫，由约翰·克里斯蒂安·法布里丘斯于1794年首次描述。该物种没有亚种。